# Eva Maria Staal
Eva Maria Staal (pseudoniem) (Rotterdam, 1960) is een Nederlandse schrijfster.
Na het afbreken van een rechtenstudie was zij enige tijd werkzaam bij Delft Instruments. Via nachtzichtapparatuur kwam zij als sales manager terecht bij een handelsonderneming in groot defensiematerieel.
Het eerste korte verhaal van haar hand verscheen in 2003 in het Hollands Maandblad. Haar debuutroman Probeer het mortuarium verscheen in 2007 bij Uitgeverij Nieuw Amsterdam. Het boek beschrijft de denkwereld van een wapenhandelaar en zijn assistente. Het werd op 30 mei 2007 bekroond met de Schaduwprijs, de prijs voor het spannendste Nederlandstalige debuut. Op 14 maart 2008 won het boek, op advies van de Commissie voor schone letteren, tevens de Lucy B. en C.W. van der Hoogt-prijs, bestaande uit een penning en 7.500 euro. Haar boek verscheen in oktober 2012 bij de Amerikaanse uitgever Norton, en in het voorjaar van 2013 bij Arche Verlag (Duitsland) en bij uitgeverij JC Lattes (Frankrijk) en in 2012 bij uitgeverij Feeria (Polen). In november 2011 won Eva Maria Staal het C.C.S. Crone Stipendium.Het boek werd geroemd in zowel Nederlandse als buitenlandse pers. In 2014 ondertekende Eva Maria Staal een contract met de Amerikaanse producent van de tv-serie Breaking Bad, om het boek te verfilmen tot een miniserie.
Uit het juryrapport van de Lucy B en C.W. van der Hoogt prijs: ‘Het boek heeft de kenmerken van een thriller, maar het is veel meer dan dat: Staals roman kent ook op het gebied van structuur, verteltechniek en stijl zoveel kwaliteiten dat de lezer zich zal verbazen als hij verneemt dat hier sprake is van een eersteling […] een van de rijkste debuten uit de laatste jaren, een boek dat een klassieke status verdient te bereiken.’
Eva Maria Staal publiceert artikelen in voetbaltijdschrift Hard gras, opiniebladen Vrij Nederland, HP de tijd en NRC, evenals in muziektijdschrift WahWah, True Crime tijdschrift Koud Bloed, op de internetsite van Woord.nl, in het lijfblad van de Nederlandse Orde van Advocaten De advocaat en in Hollands Maandblad.
Vanaf 2011 is Staal enige jaren redactielid geweest van het theaterprogramma Echt Gebeurd, samen met o.a. Micha Wertheim en Paulien Cornelisse. In dit theaterprogramma met podcast worden waargebeurde verhalen verteld door de mensen die het zelf hebben meegemaakt. Staal heeft zelf ook enkele verhalen verteld bij Echt Gebeurd.

### Romans
- Probeer het mortuarium (2007, in 2013 opnieuw verschenen onder de titel Schieten verleer ik nooit)
- De vondeling (2020)